# Gloria Dourass
Gloria Dourass (verheiratete Rickard; * 13. November 1944) ist eine ehemalige britische Mittelstreckenläuferin und Sprinterin.
1966 wurde sie bei den British Empire and Commonwealth Games in Kingston Achte über 440 Yards und Fünfte mit der walisischen 4-mal-110-Yards-Stafette. Über 220 Yards schied sie im Halbfinale und über 100 Yards im Vorlauf aus.
Bei den British Commonwealth Games 1970 in Edinburgh wurde sie Vierte über 800 m, bei den Crosslauf-Weltmeisterschaften 1973 in Waregem kam sie auf den 70. Platz, und bei den British Commonwealth Games 1974 in Christchurch erreichte sie über 400 m das Halbfinale.
1966 wurde sie englische Hallenmeisterin über 440 Yards. Siebenmal wurde sie walisische Meisterin über 400 m (1964–1967, 1970, 1975, 1976) bzw. 440 Yards und einmal im Crosslauf (1971).

## Persönliche Bestzeiten
- 100 Yards: 11,0 s, 1965
- 200 m: 25,0 s, 1969
- 400 m: 54,6 s, 1971
- 800 m: 2:06,0	min, 10. September 1971, London